# Juan Torres Ruiz
Juan Torres Ruiz (Lebrija, Spanje, 26 november 1989) - alias Cala - is een gewezen Spaans voetballer die bij voorkeur als verdediger speelt.
In 2007 startte Cala zijn profloopbaan in het tweede elftal van Sevilla FC, het in de Tercera División spelende Sevilla Atlético. Na anderhalf seizoen maakte hij tegelijkertijd zijn debuut in de eerste ploeg van Sevilla FC en zijn Europees debuut in de wedstrijd tegen Glasgow Rangers. Hij speelde negentig minuten in de door Sevilla met 1-0 gewonnen groepswedstrijd voor de UEFA Champions League. Zijn debuut in de Primera División maakte hij op 7 februari 2010 tegen Real Zaragoza met een 1–2 verlies. Hij zou dat seizoen in totaal vijfmaal spelen in de competitie en zou in drie achtereenvolgende wedstrijden scoren voor zijn ploeg; tot op heden nog steeds een record binnen de ploeg.
Om hem meer spelgerechtigheid te geven werd hij vanaf seizoen 2010/11 uitgeleend aan het in de Segunda División A spelende FC Cartagena. Hij raakte aan het einde van het seizoen geblesseerd. Gedurende seizoen 2011/12 werd hij verhuurd aan AEK Athene. Bij deze ploeg speelde ook zijn teamgenoot van Sevilla FC en FC Cartagena, José Carlos Fernández Vázquez. In de Griekse competitie werd hij een van de basisspelers en door het vertrek van José Martín Cáceres van Sevilla FC naar Juventus, werd de speler in januari 2012 teruggeroepen door de ploeg uit Sevilla. Tijdens de twee seizoenen dat de speler er verbleef zou hij een kleine dertig keer in actie komen zonder echter een basisplaats af te dwingen. In seizoen 2013/14 won Cala met Sevilla FC de UEFA Europa League.
Begin februari 2014 besloot hij om Spanje weer te verlaten, ditmaal richting Wales. Hier ging hij met Cardiff City in de Premier League spelen, waaruit de club na een jaar degradeerde.
Nadat dit tweede buitenlandse avontuur keerde hij tijdens de winterstop van het seizoen 2014/15 weer terug en tekende bij Granada CF, een ploeg uit de Primera División. Het seizoen werd niet een echt succes en daardoor werd zijn contract niet verlengd.
Om deze reden kwam hij vanaf seizoen 2015/16 terecht bij reeksgenoot Getafe CF, waar hij een driejarig contract ondertekende. Op het einde van het seizoen kon de ploeg haar behoud echter niet verzekeren. Cala werd in augustus 2016 uitgeleend aan Anzji Machatsjkala, maar na acht dagen keerde hij om persoonlijke redenen terug bij Getafe CF en degradeerde met de ploeg naar de Segunda División A.
In januari 2018 vertrok hij weer naar het buitenland, ditmaal naar het Chinese Henan Jianye FC.
Tijdens de start van het seizoen 2018/19 keerde hij terug naar zijn vaderland en tekende voor UD Las Palmas, een ploeg uit de Segunda División A. Hij zou uitgroeien tot een van de basisspelers van de ploeg die op een twaalfde plaats eindigde.
Bij het begin van het seizoen 2019/20 stapte hij over naar Cádiz CF. Lange tijd stond de ploeg op de eerste plaats, maar aan het einde van het seizoen moesten ze SD Huesca voor zich dulden. Omdat Cádiz CF als tweede eindigde, werd wel rechtstreekse promotie naar de Primera División gerealiseerd.  De speler werd onmiddellijk basisspeler van het project van seizoen 2020-2021.  De ploeg kon met een mooie twaalfde plaats het behoud veilig stellen en met zijn drie doelpunten uit achtentwintig wedstrijden was de speler een belangrijke schakel in dit succes.  Daarom werd zijn contract verlengd voor seizoen 2021-2022.

## Erelijst
| Competitie                     |         |                            |         |         |
| Competitie                     | Aantal  | Jaren                      |         |         |
| Sevilla                        | Sevilla | Sevilla                    | Sevilla | Sevilla |
| ------------------------------ | ------- | -------------------------- | ------- | ------- |
| UEFA Europa League             | 1x      | 2013/14                    |         |         |
| Cádiz                          |         |                            |         |         |
| Promotie naar Primera División | 1x      | Segunda División A 2019/20 |         |         |